# Brazzers
Brazzers je kanadská produkční společnost pracující v oblasti pornografie. Vznikla v roce 2005 a za dobu svého působení získala mnoho ocenění, zejména AVN Awards. V současnosti jsou ve vlastnictví skupiny MindGeek. Jedná se ospolečnost MG Premium Ltd. MG Premium se sídlem v Montrealu v kanadské provincii Québec a právním sídlem v Nikósii na Kypru. Její síť stránek se skládá z jednatřiceti hardcore pornografických webů. Slogan Brazzers zní: "Největší knihovna porna" (orig: The greatest library in porn).  

## Historie
Společnost Brazzers byla založena v roce 2005 skupinou investorů z Montrealu a stala se součástí větší skupiny pornografických stránek pod firemním názvem Mansef. 
V roce 2010 byla společnost Mansef prodána Fabianu Thylmannovi a přejmenována na Manwin Inc. V tom samém roce využila společnost Brazzers billboard na Times Square k propagaci své kampaně za bezpečný sex a k oznámení svého sloganu a webových stránek "Get Rubber!"
V prosinci 2012 byl Thylmann vydán z Belgie do Německa pro podezření z daňových úniků.
V říjnu 2013 Thylmann prodal aktiva společnosti Manwin, včetně Brazzers, interní manažerské skupině Mindgeek, v jejímž čele stál generální ředitel Thylmann a akcionář David Tassilo.
V roce 2014 oslavila značka Brazzers své 10. výročí billboardem na Times Square v New Yorku. Digitální billboard se nacházel na rohu 47. a 7. ulice a byl k vidění po celý srpen toho roku. 
V září 2016 Vigilante přinesl zprávu o narušení databáze, které Brazzers utrpěla a které se dotklo téměř 1 milionu uživatelů poté, co byla stránka v dubnu 2013 napadena hackery.